# Bitwa morska u wybrzeży prowincji Awa
Bitwa morska u wybrzeży prowincji Awa (jap. 阿波沖海戦 Awa-oki kaisen) – morskie starcie zbrojne, które miało miejsce 28 stycznia 1868 roku podczas wojny boshin w Japonii, na wodach przybrzeżnych prowincji Awa (ob. prefektura Tokushima).

## Opis
Zaangażowanymi stronami były: siogunat Tokugawów i domena Satsuma, lojalna wobec cesarskiego dworu w Kioto. Była to pierwsza bitwa w historii Japonii przy użyciu nowoczesnych okrętów wojennych wyposażonych w silniki parowe. Dla dowódcy ze strony siogunatu (bakufu), wiceadmirała Takeakiego Enomoto (1836–1908), było to jedno z niewielu zwycięstw podczas wojny. Nastąpiło to jeden dzień po przegranej przez siogunat bitwie pod Toba-Fushimi. 

## Przebieg
Satsuma starała się przetransportować swoje oddziały do Kagoshimy na pokładzie dwóch transportowców: "Shōō Maru" i "Heiun Maru", osłanianych przez okręt wojenny "Kasuga Maru", zakotwiczony w porcie Hyōgo (ob. port Kobe). Marynarka siogunatu, dowodzona przez Takeakiego Enomoto posiadała w pobliżu okręt "Kaiyō Maru", wspierający ogniem wcześniejszą bitwę pod Toba-Fushimi.
Rankiem 28 stycznia okręty procesarskiej Satsumy opuściły port. "Heiun" popłynął przez cieśninę Akashi, zaś "Kasuga" eskortując transportowiec "Shōō", skierował się do cieśniny Kitan. Okręt siogunatu "Kaiyō" ruszył za "Kasugą" w pościg. W pobliżu wyspy I-shima nastąpiła wymiana ognia zakończona bez znaczących zniszczeń dla obu stron. "Kasuga" jednak wycofał się i dzięki swojej szybkości uciekł do Satsumy. Niezdolny do takiego posunięcia "Shōō" został wprowadzony na przybrzeżną mieliznę i zniszczony przez załogę.
Na pokładzie "Kasugi" znajdował się przyszły admirał marynarki cesarskiej, Heihachirō Tōgō (1848-1934).
W porcie rybackim Yuki w miasteczku Minami znajduje się niewielki park upamiętniający bitwę tablicami objaśniającymi i repliką armaty.